# Ladislav Blažek
Ladislav Blažek (* 23. února 1950) byl český politik, v 90. letech 20. století poslanec České národní rady a Poslanecké sněmovny za ODS, později za LSNS.

## Biografie
Původní profesí byl řidičem autobusu. Ve volbách v roce 1992 byl zvolen za ODS do České národní rady (volební obvod Středočeský kraj). Zasedal v hospodářském výboru. Od vzniku samostatné České republiky v lednu 1993 byla ČNR transformována na Poslaneckou sněmovnu Parlamentu České republiky. Zde setrval do konce funkčního období, tedy do voleb v roce 1996.
V roce 1995 ale opustil ODS a její poslanecký klub poté, co se stal aktérem aféry, kdy řídil po vlivem alkoholu a odmítl dechovou zkoušku s poukazem na poslaneckou imunitu. Vedení ODS ho tehdy vyzvalo k rezignaci. Krátkou dobu působil jako nezařazený poslanec, pak přestoupil do Liberální strany národně sociální (místopředseda ČSSD Václav Grulich přitom přiznal, že Blažek původně uvažoval o přestupu do klubu ČSSD). Ani v ČSNS ale nevydržel příliš dlouho. V roce 1996 působil v novém poslaneckém klubu formace Občanské národní hnutí (ONAH), kterou založila skupina bývalých poslanců LSNS a která se pak bez úspěchu pokoušela o průnik do komunální politiky a do senátu. Předsedou této formace byl jmenovec Ladislav Blažek, který neúspěšně v senátních volbách roku 1996 kandidoval do horní komory českého parlamentu za senátní obvod č. 21 - Praha 5.